# MUM48
MUM48(엠유엠포티에이트)는 인도의 뭄바이를 중심으로 활동할 예정인 여성 아이돌 그룹으로, AKB48의 자매 그룹의 하나이다. 종합 프로듀스는 AKB48와 함께 아키모토 야스시가 맡았다. 그룹명의 유래는 뭄바이(MUmBai). 그룹 색상은 황록색. 자연히 넘치는 인도와 성장을 나타내고 있다.
2017년 12월 27일, AKB48 그룹 2대 총감독 요코야마 유이가 새 자매 그룹 MUM48(엠유엠포티에이트)를 발족하는 것을 발표하였다.
그러나, 2018년 7월 이후 SNS의 갱신이 끊기고 그 후 공식 사이트 폐쇄됐다. 2019년 6월 19일에 DEL48과 MUB48을 결성하는 프로젝트가 뉴델리에서 기자회견에서 발표됐을때, AKS와 MUM48 회사 「RASHIMI RAJ MEDIA PRIVATE LIMITED」와 라이센스 계약이 2018년 11월에 해지되고, MUM48을 결성하는 프로젝트가 종료한 것으로 공표됐다.

## 같이 보기
일본 자매 그룹
- AKB48
- SKE48
- NMB48
- HKT48
- NGT48
- STU48

일본 해외 자매 그룹
- JKT48
- BNK48
- MNL48
- AKB48 Team SH
- AKB48 Team TP
- SGO48
- CGM48
- DEL48
- MUB48